# Vladimír Kolář
Vladimír Kolář (2. července 1927 – 25. října 2012) byl československý rychlobruslař.
Závodit začal již za druhé světové války, v roce 1944 vyhrál česko-moravské juniorské mistrovství. Ve druhé polovině 40. let a v 50. letech 20. století patřil k nejlepším československým rychlobruslařům, osmkrát vyhrál národní šampionát, poprvé v roce 1947. Tehdy se také poprvé představil na velkých mezinárodních akcích, na Mistrovství Evropy byl patnáctý, na Mistrovství světa osmý. Startoval na Zimních olympijských hrách 1948 (500 m – 26. místo, 1500 m – 26. místo, 5000 m – 22. místo, 10 000 m – diskvalifikován) a 1956 (500 m – 28. místo, 1500 m – 27. místo, 5000 m – 13. místo, 10 000 m – 14. místo). Naposledy se na mezinárodní scéně objevil na MS 1958, kde skončil dvanáctý. Sportovní kariéru ukončil v roce 1965, o tři roky později se zúčastnil ještě jednoho závodu.